# Laura Secord
Laura Secord (rozená Ingersoll; 13. září 1775, Great Barrington – 17. října 1868, vesnice Chippava, dnes Niagara Falls) byla kanadská národní hrdinka, která se vyznamenala během britsko-americké války.

## Život
Laura Ingersoll se narodila ve městě Great Barrington ve státě Massachusetts. V roce 1795 se její rodina přestěhovala do Kanady, kde si v roce 1797 vzala za muže loajalistu Jamese Secorda, syna důstojníka Butlerových rangerů. S manželem se usadili v Queenstonu v Horní Kanadě (dnes jižní Ontario), zbytek rodiny pak založil osadu Ingersoll.

## Bitva u Beaver Dams

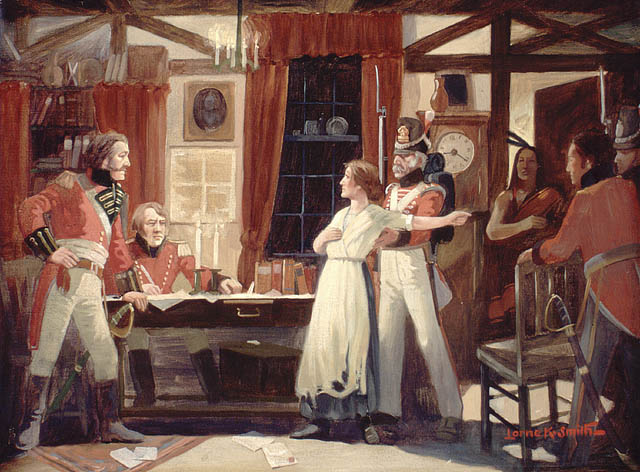
Laura Secord varuje kapitána FitzGibbona

Lauře přinesla nesmrtelnou slávu britsko-americká válka, která vypukla v roce 1812. Její manžel byl těžce zraněn ve slavné bitvě na Queenston Heights (13. říjen 1812). Následující rok Američané vpadli znovu na území Horní Kanady a přinutili Secordovi, aby ubytovali jejich důstojníky. Ti měli velmi dobrou náladu a celkem ochotně i vysvětlili proč - právě naplánovali překvapivý útok na anglickou jednotku kapitána Jamese FitzGibbona sídlící u Beaver Dams (poblíž St. Catharines), který měl vyústit v zisk Niagarského poloostrova. Jelikož Lauřin manžel stále trpěl vážnými následky svého zranění a nemohl posádku varovat, rozhodla se to udělat za něj.
Vyrazila brzy zrána 22. června a během jediného (mimořádně horkého) dne ušla pěšky divočinou trasu z Queenstonu přes St. David, Homer, St. Catharines a Short Hills, za nímž narazila na tábor Mohawků. Ti ji dovedli až do Decew Home, kde sídlil FitzGibbon (celkem asi 32 km). Ten využil jejího varování a spolu se svými indiánskými spojenci nastražil na americký oddíl past a připravil mu v bitvě u Beaver Dams zničující porážku. Bitva proběhla 24. června 1813 a skončila naprostým zničením amerického oddílu, který do pasti slepě nakráčel (smrti nebo zajetí uniklo jen 31 z 575 mužů).
Laura Secord se stala v Kanadě legendou, ale oficiálního ocenění se jí přes opakované snahy Fitzgibbona dostalo až v roce 1860, když jí Albert Edward, princ z Walesu (pozdější Eduard VII.) při svém průjezdu Chippavou věnoval vyznamenání a odměnu 100 liber. K její poctě je pojmenována oblíbená kanadská čokoláda (ironií je, že výrobce této čokolády vlastní Američané).

## Citace z historických pramenů

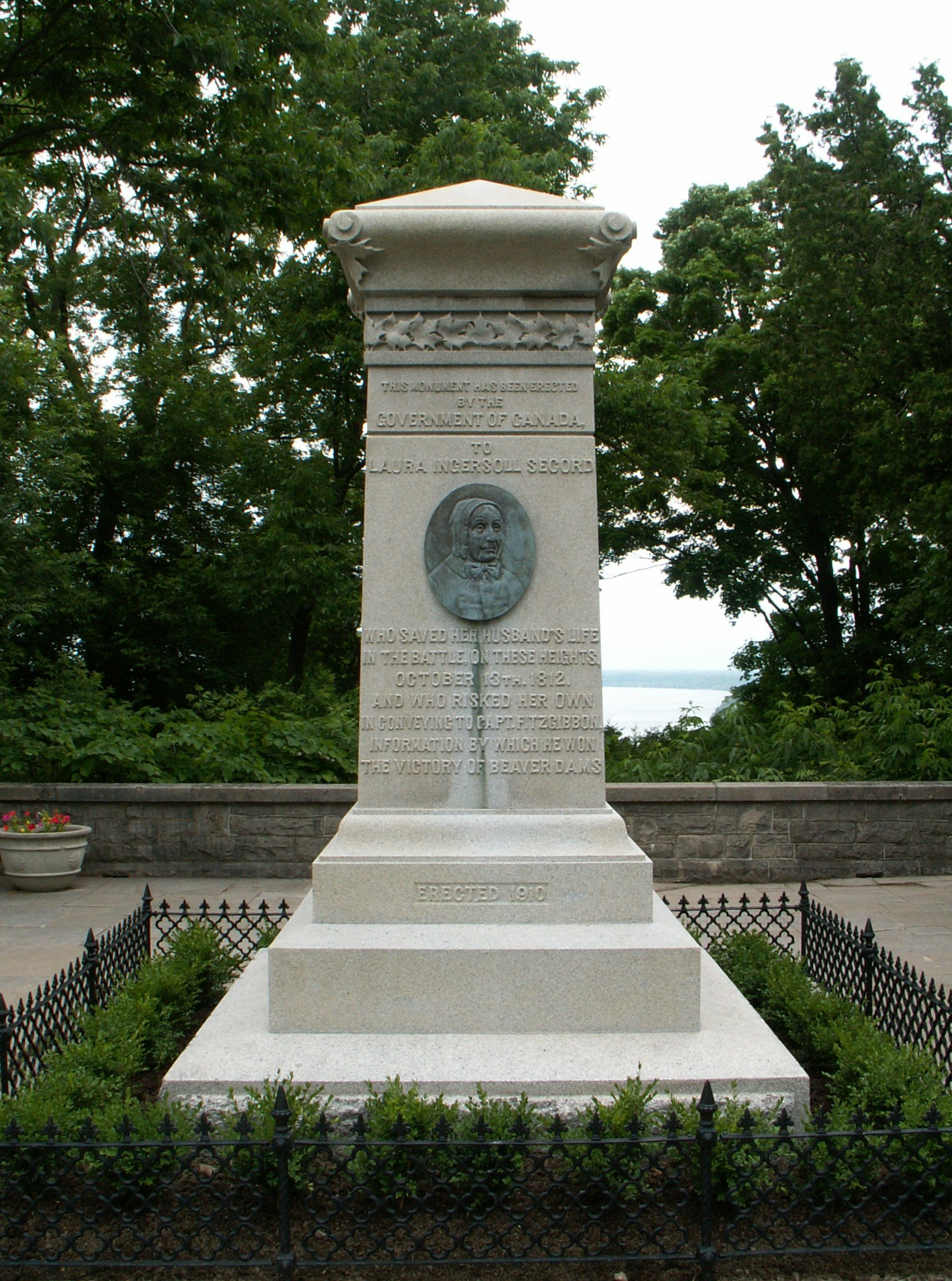
Pomník Laury Secord

| „                        | I do hereby Certify that on the 22d. day of June 1813, Mrs. Secord, Wife of James Secord, Esqr. then of St. David's, came to me at the Beaver Dam after Sun Set, having come from her house at St. David's by a circuitous route a distance of twelve miles, and informed me that her Husband had learnt from an American officer the preceding night that a Detachment from the American Army then in Fort George would be sent out on the following morning (the 23d.) for the purpose of Surprising and capturing a Detachment of the 49th Regt. then at Beaver Dam under my Command. In Consequence of this information, I placed the Indians under Norton together with my own Detachment in a Situation to intercept the American Detachment and we occupied it during the night of the 22d. - but the Enemy did not come until the morning of the 24th when his Detachment was captured. Colonel Boerstler, their commander, in a conversation with me confirmed fully the information communicated to me by Mrs. Secord and accounted for the attempt not having been made on the 23rd. as at first intended. | “ |
| — James FitzGibbon, 1827 | |   |